# Шевиряловське сільське поселення
Шевиря́ловське сільське поселення — муніципальне утворення в складі Сарапульського району Удмуртії, Росія. Адміністративний центр — село Шевирялово.
Населення становить 1262 особи (2019, 1246 у 2010, 1155 у 2002).

## Склад
До складу поселення входять такі населені пункти:
| Населений пункт           | Населення, осіб (2002) | Населення, осіб (2010) |
| ------------------------- | ---------------------- | ---------------------- |
| Антипино, присілок        | 38                     | 28                     |
| Дома 1133 км, без статусу | 7                      | 12                     |
| Дома 1138 км, без статусу | 0                      | -                      |
| Отуніха, присілок         | 24                     | 23                     |
| Шевирялово, село          | 1086                   | 1183                   |
| Шевирялово, селище        | 0                      | -                      |

В поселенні діють школа, садочок, клуб, 2 бібліотеки та фельдшерсько-акушерський пункт.